# Audrey Dana
Audrey Dana (ur. 21 września 1977) – francuska aktorka. Studiowała w Orleanie i Paryżu. Po dwuletnim pobycie w Nowym Jorku wróciła do Francji, gdzie wystąpiła w licznych przedstawieniach teatralnych, m.in. w Nos amis, les humains w reżyserii Bernarda Werbera. Wystąpiła także w ekranizacjach Nos amis les Terriens i Roman de Gare w reżyserii Claude'a Leloucha. W 2008 została nominowana do Cezara w kategorii Najbardziej Obiecująca Aktorka i zdobyła Prix Romy Schneider. Jest żoną francuskiego reżysera Mabrouka El Mechriego.

## Filmografia
- Nos amis les Terriens (2006)
- Roman de gare (2007)
- To Each His Own Cinema (2007)
- Ce soir je dors chez toi (2007)
- Witamy (Welcome) (2009)
- Ah! La libido (2009)
- The Clink of Ice (2010)